# Nargus anisotomoides
Nargus anisotomoides är en skalbaggsart som först beskrevs av Spence 1815.  Nargus anisotomoides ingår i släktet Nargus, och familjen mycelbaggar. Arten är reproducerande i Sverige.